# Razo (Worms)
Razo, auch Raco († Oktober oder November 999 in Chur, Schweiz) war 999, für kurze Zeit, ernannter Bischof von Worms.

## Leben
Razo entstammte einer vornehmen Familie aus dem Raum Bremen, weshalb er öfter auch Razo von Bremen genannt wird.  
Er gehörte dem Bremer Domkapitel, sowie der kaiserlichen Hofkapelle an und versah das Amt eines Hofkaplans bei Kaiser Otto III. Der Schriftsteller Caspar Schneider nennt ihn 1685 in seiner Beschreibung des ganzen Rheinstroms einen „adelichen und tugendsamen Herrn“. 
Am 4. September 999 verstarb in Rom der Wormser Bischof Franko, ein enger Freund des Kaisers. Daraufhin ernannte er mit Datum vom 1. Oktober des Jahres den Hofkaplan Erpo zum Nachfolger, der aber schon drei Tage später starb.
Razo von Bremen, der in Italien in der Umgebung des Herrschers weilte, bat diesen um den Wormser Bischofsstuhl und erhielt ihn. Er hatte zuvor, auf Anordnung des Kaisers, die Gebeine des Papstes Benedikt V., welcher 964 auf einer römischen Synode zur  Verbannung verurteilt und einige Zeit später in Hamburg gestorben war, zur Beisetzung nach Rom überführt.
Gleich nach seiner Ernennung reiste Razo aus Rom ab und wollte sich in sein neues Bistum begeben. Er kam nur bis Chur, wo er unerwartet erkrankte, verstarb und auch beigesetzt wurde. Der Wormser Chronist Friedrich Zorn (1538–1610) überlieferte die Grabinschrift. Das genaue Sterbedatum ist nicht bekannt, auch nicht der Tag seiner Ernennung. Es heißt jedoch, er sei 14 Tage nach seiner Ernennung verstorben. Da das Todesdatum seines Vorgängers der 4. Oktober 999 ist, dürfte Razos Todeszeitpunkt im Oktober oder November 999 liegen. Er war als Bischof niemals in Worms. 

In der um 1030 von einem ungenannten Chronisten verfassten Vita seines Nachfolgers Burchard von Worms heißt es dazu:

„Nach seinem (Erpos) Tode war wiederum eine ganze Anzahl von solchen zur Stelle, die unaufhörlich dem Kaiser mit allerlei Bitten und Geldversprechen wegen des Bischofsstuhles in den Ohren lagen. Von ihnen erhielt einer, namens Razo, der sich am eifrigsten bemüht und nicht wenig versprochen hatte, den Hirtenstab. Freudig eilte er sofort von Italien nach Deutschland zurück, kam aber nur bis zu dem Orte der Chur genannt wird und beschloss dort sein Leben. Boten aber kehrten zum Kaiser zurück, brachten ihm den Bischofsstab wieder und meldeten Razos Tod.“